# Мактум ибн Хашер
Мактум ибн Хашер Аль Мактум (араб. مكتوم بن حشر آل مكتوم) или Мактум II (ум. 16 февраля 1906, Дубай) — шейх Дубая из династии Аль Мактум.

## История
Мактум ибн Хашер был сыном шейха Хашера ибн Мактума, скончавшегося в 1886 году. Так как к тому времени Мактум был ещё несовершеннолетним, старейшины выбрали правителем страны его дядю Рашида ибн Мактума, после смерти которого Мактум ибн Хашер 7 апреля 1894 года стал шейхом Дубая. В это время в Дубае свирепствовала эпидемия холеры.
Шейх Мактум ибн Хашер проводил гибкую хозяйственную политику, по сведениям британских дипломатов — «либеральную и просвещённую». В 1887 году Иран занял территорию Лингах в соседнем шейхстве Шарджа. Иранские чиновники постоянно повышали налоги и сборы с торговцев в Лингахе, найдя значительный источник поступлений в этом торговом плацдарме на южном берегу Персидского залива. Однако неразумная, грабительская система сборов отпугивала значительное число купцов. Особенно обострилась ситуация в Лингахе в 1902 году, когда Иран отдал сбор налогов здесь на откуп бельгийским чиновникам, введшим здесь европейские порядки и единый твёрдый налог в 5 % с оборота. Воспользовавшись всеобщим недовольством, шейх Мактум ибн Хашер открыл в 1901 году Дубай для соседних торговцев и приезжих купцов как «зону свободной торговли», отменив таможенные сборы и налоги на ремесленную деятельность, благодаря чему гавань Дубая получила сильнейший импульс к развитию как торговый порт. Целью Мактума ибн Хашера было побудить купцов из Лингаха перенести свои операции в Дубай, гарантировав им свободу действий и свою защиту. В годы правления шейха Мактума ибн Хашера гавань Дубая была обустроена для принятия пароходов и превратилась в крупнейший торговый порт Персидского залива.
Сыновья скончавшегося в 1894 году шейха Рашида ибн Мактума, Бути и Саид, недовольные проводимой Мактумом ибн Хашером политикой (особенно в отношении его связей с Великобританией), организовали заговор против его власти. Однако эмир, опираясь на поддержку большинства членов правящей фамилии, подавил мятеж и посадил своих двоюродных братьев в крепость-тюрьму аль-Фахиди. Правитель соседнего эмирата Шарджа, эмир Сакр II ибн Халид Аль-Касими, попросил Мактума ибн Хашера пощадить этих своих родственников и выслать их в Шарджу. Шейх Мактум ибн Хашер, не желая проливать кровь родственников, удовлетворил его желание и изгнал Бути и Саида в Шарджу, где они прожили более 10 лет, вплоть до смерти самого шейха Мактума.
Шейх Мактум ибн Хашер был одним из важнейших союзников Великобритании в зоне Персидского залива. Основными его задачами здесь было поддержание стабильности и порядка в регионе. В 1903 году Персидский залив и прилегающие к нему территории посетил генерал-губернатор и вице-король Индии лорд Керзон. Единственным из местных властителей, удостоенных личного приглашения посетить вице-короля, был эмир Дубая, что говорит как о заслугах последнего, так и о важной роли Дубая в регионе.
Шейх Мактум ибн Хашер был также первым местным арабским правителем, организовавшим совместные встречи правителей Договорного Омана, продолженные затем его внуком Саидом ибн Мактумом и положившие основу к созданию Объединённых Арабских Эмиратов.